# 微笑む人
『微笑む人』（ほほえむひと）は、貫井徳郎の小説。エリート銀行員の男性が意外な理由で妻子を殺害した事件を巡って、女性小説家が殺人事件の闇に迫っていくミステリ小説。2012年8月18日に実業之日本社より刊行されたのち、2015年10月2日に実業之日本社文庫より文庫化された。
2020年3月に松坂桃李主演によりテレビドラマ化された。

## あらすじ
エリート街道を歩み誰もが羨む生活を送る銀行員は、なぜ妻子を手にかけたのか。事件の公判が進むにつれ幸福の仮面の裏に潜む真実があらわになってゆく。(映画あらすじより抜粋)

## 登場人物
仁藤俊実
エリート銀行員。ある日、妻子を殺害した容疑で逮捕される。殺人動機を「本が増えて家が手狭になった」からだと自供する。
「私」
小説家。仁藤が起こした殺人事件をノンフィクションとしてまとめることを決意する。

## 書誌情報
単行本
2012年08月18日発売、実業之日本社、ISBN 978-4-408-53607-1
文庫本
2015年10月02日発売、実業之日本社文庫、ISBN 978-4-408-55261-3

## テレビドラマ
2020年3月1日にテレビ朝日系「日曜プライム」において『ドラマスペシャル 微笑む人』のタイトルで放送。主演は松坂桃李。
なお、事件を追う役目を担う人物が女性小説家から週刊誌の女性記者に変更になっている。ドラマでは仁藤の事件はこの女性記者の目線で描かれている。

### キャスト
仁藤俊美（にとう としみ）
演 - 松坂桃李（小学生時代　柴崎楓雅）
日本最難関の大学を卒業したエリート銀行員。
安住川において妻子を殺害した容疑で逮捕される。当初は遺族としての立場であったが、目撃者の証言により事態は一変する。誰しもが認める誠実な人間に映るが、その裏では耳を疑うような過去を抱えていた。
鴨井晶（かもい あきら）
演 - 尾野真千子
週刊誌「週刊海潮」の女性記者。専業主夫の夫と娘と暮らしている。
娘同士が同じ幼稚園に通っており、妻子を殺害した仁藤とは知り合いであった。表面上は誠実な人物であった仁藤の動機が腑に落ちず、仁藤に関係する人物や捜査関係者に取材を敢行する。その中で次第に仁藤の表と裏の顔を知ることになり、苦悩する。
井上肇（いのうえ はじめ）
演 - 生瀬勝久
週刊誌「週刊海潮」編集長。
晶とは昔から上司と部下の関係にあり、晶が仁藤と個人的な関係があると知った上で巻頭特集を約束する。
佐藤邦男
演 - 福田転球
神奈川県津田原警察署の刑事。
滝沢孝一
演 - 田中要次
神奈川県横浜拘置所の刑務官。
梶原敬二郎
演 - 阿部亮平
仁藤の先輩。かつて慶和銀行に勤務していたが、ダムに身を投げて自殺している。部下にきつく当たったり、女性社員にもセクハラまがいのことをするなど、社内での評判は芳しくなかった。仁藤ともとある因縁がある。
保坂保
演 - 薬丸翔
慶和銀行に勤務する銀行員で仁藤の後輩。表面上は誠実で好印象に見える仁藤の裏の顔を垣間見たことがあり、怯えている。
カスミ
演 - 佐藤乃莉
キャバクラに勤める女性で仁藤の小学生時代の同級生。晶と井上に、仁藤との間の過去の出来事を打ち明ける。
鴨井拓郎
演 - 小久保寿人
晶の夫。
記者として走り回る妻に代わって、家事全般を引き受けている。笑顔の似合う穏やかな人物。

### スタッフ
- 原作 - 貫井徳郎 『微笑む人』（実業之日本社文庫 / 実業之日本社刊）
- 脚本 - 秦建日子
- 監督 - 落合正幸
- 脚本協力 - グティエレズえつこ
- 救急監修 - 永山政広
- 警察監修 - 古谷謙一
- 金融監修 - 宿輪純一
- 法務監修 - 加藤正明
- スタントコーディネーター - 釼持誠
- 技術協力 - ビデオフォーカス、ジースタッフ
- 照明協力 - Kカンパニー
- 美術協力 - テレビ朝日クリエイト
- ゼネラルプロデューサー - 横地郁英（テレビ朝日）
- プロデューサー - 飯田サヤカ（テレビ朝日）、菊池誠（アズバーズ）、木川康利（アズバーズ）
- 制作協力 - アズバーズ
- 製作著作 - テレビ朝日